# سحابی اسکیمو
سحابی اسکیمو (انگلیسی: Eskimo Nebula) یا سحابی دلقک یک سحابی سیاره‌نما در صورت فلکی جوزا است که در سال ۱۷۸۷ توسط ویلیام هرشل اخترشناس آلمانی کشف شد و به دلیل شباهت به کلاه اسکیموها به سحابی اسکیمو شهرت پیدا کرد.
داخل این سحابی ستارگان و سیارک‌های بسیار زیادی وجود دارند که بر درخشش سحابی افزوده‌اند.
در سال ۲۰۰۰ تلسکوپ فضایی هابل از سحابی اسکیمو در نور مرئی عکس برداری کرد و در سال ۲۰۰۷ توسط رصدخانه اشعه ایکس چاندارا از این سحابی در طیف ایکس عکس برداری شد. سحابی اسکیمو حدود ۱٫۳ سال نوری گسترده شده و در کهکشان راه شیری و در فاصله ۳۰۰۰ سال نوری از زمین قرار دارد.